# Wolfgang Storz
Wolfgang Storz (* 4. Oktober 1954 in Tuttlingen) ist ein deutscher Sozialwissenschaftler und Publizist.
Von 2002 bis 2006 war er Chefredakteur der Frankfurter Rundschau.

## Leben und publizistische Anfänge
Nach dem Abitur in Balingen studierte Storz Verwaltungswissenschaften an der Universität Konstanz und wurde dann an der Universität Tübingen in Sozialwissenschaft promoviert.
Storz begann seine journalistische Laufbahn bei der Badischen Zeitung in Freiburg im Breisgau, Stationen beim Südwestfunk und bei der ZEIT folgten. Von 1985 bis 1996 war er Parlaments-Korrespondent für die Badische Zeitung in Bonn. Außerdem war er Korrespondent/Autor für Die Woche und das Deutsche Allgemeine Sonntagsblatt. Von 1996 bis 1998 war er Leiter der Politik- und Nachrichtenredaktion der Badischen Zeitung in Freiburg.
1998 wechselte Storz zum Vorstand der IG Metall nach Frankfurt am Main, für die er als Chefredakteur der Printmedien (u. a. das Mitgliederorgan metall) und Medienberater arbeitete.

## Chefredakteur der Frankfurter Rundschau
Ende 2000 wurde Storz stellvertretender Chefredakteur und Leiter des Politikressorts der Frankfurter Rundschau, am 15. Oktober 2002 wurde er deren Chefredakteur. SPD-Schatzmeisterin Inge Wettig-Danielmeier empfahl als Generaltreuhänderin der damaligen FR-Mehrheitsgesellschafterin Deutsche Druck- und Verlagsgesellschaft der FR im Wahljahr 2005 eine Veränderung der Berichterstattung über die in der Entstehung befindliche neue Partei Die Linke, Storz lehnte dies als Einflussnahme ab. Am 16. Mai 2006 trennte sich die FR-Gesellschafterversammlung von Storz als Chefredakteur der Frankfurter Rundschau. Nachfolger auf diesem Posten wurde zum 1. Juli 2006 Uwe Vorkötter. Storz sah den Konflikt mit Wettig-Danielmeier als „entscheidenden Grund“ der Kündigung und zog vor das Arbeitsgericht. Wettig-Danielmeier warf Storz wegen der Ablehnung ihrer „Empfehlung“ ein „Missverständnis über die redaktionelle Unabhängigkeit“ vor, bestritt aber, dass der inhaltliche Streit Kündigungsgrund war. Storz ging es nach eigenen Angaben um eine kritisch-differenzierte Berichterstattung über die Linkspartei, die SPD-Schatzmeisterin warf der FR vor, „Propagandablatt der Linkspartei“ zu werden. Mit einem Vergleich zu Gunsten von Wolfgang Storz wurde die Trennung zum 30. Juni 2007 rechtskräftig.

## Weitere Tätigkeiten
2006 bis 2007 war Wolfgang Storz Lehrbeauftragter an der Universität Kassel im Fachgebiet „Politisches System der BRD – Staatlichkeit im Wandel“. Seit 2006 schreibt Storz gelegentlich als freier Autor für die Wochenzeitung Freitag.
2010 und 2011 war Storz als Autor an Studien der Otto-Brenner-Stiftung (OBS) zur Krise des Wirtschaftsjournalismus und zur BILD-Darstellung der Griechenland- und Eurokrise 2010 beteiligt. Als Lehrbeauftragter zu den Themen Massenmedien und Politik war er für die Universität Kassel und die Johann-Wolfgang-Goethe-Universität Frankfurt am Main tätig.
Im August 2015 veröffentlichte Storz unter dem Titel Querfront ein Arbeitspapier zu diversen „publizistisch aktiven und stabil agierenden Interessengruppen“, die beispielhaft verdeutlichten, dass es heute mit relativ geringen Ressourcen möglich ist, „eine auf Dauer angelegte Gegenöffentlichkeit jenseits der klassischen Massenmedien zu etablieren“. Darin geht es u. a. um den Kopp-Verlag, Ken Jebsen und die Mediengruppe „Compact“. Die Publikation wurde teils kritisiert, unter anderem wurde Storz vorgeworfen über Alternativmedien mit einem Querfrontvorwurf unzulässig zu verallgemeinern. Storz antwortete darauf, er wollte nicht die Kritiker aus den Alternativmedien ins Abseits stellen und sie alle gleichsetzen, sondern fragwürdige Vorgänge bei einigen dieser Medien darlegen. Ab Anfang September 2015 war die Publikation bei der Otto-Brenner-Stiftung nicht mehr erhältlich, da die Stiftung nach eigenen Angaben die möglichen Folgen eines drohenden Rechtsstreits mit Ken Jebsen prüfte, nachdem dieser in einer Sendung der Studie und Storz eine Vielzahl von Fehlern und unterbliebene Recherchen nachgewiesen hatte, was Storz einem in der Studie fälschlich genannten Internet-Portal gegenüber auch eingestanden hatte; im Oktober 2015 wurde sie in einer „geringfügig überarbeiteten Fassung“ auf der Seite der Otto-Brenner-Stiftung wieder veröffentlicht.
Storz mitbegründete 2016 die Monatszeitung OXI. Neben seiner publizistischen Tätigkeit ist Storz auch als Medien‑ und Kommunikationsberater tätig.